# Säulenhaus

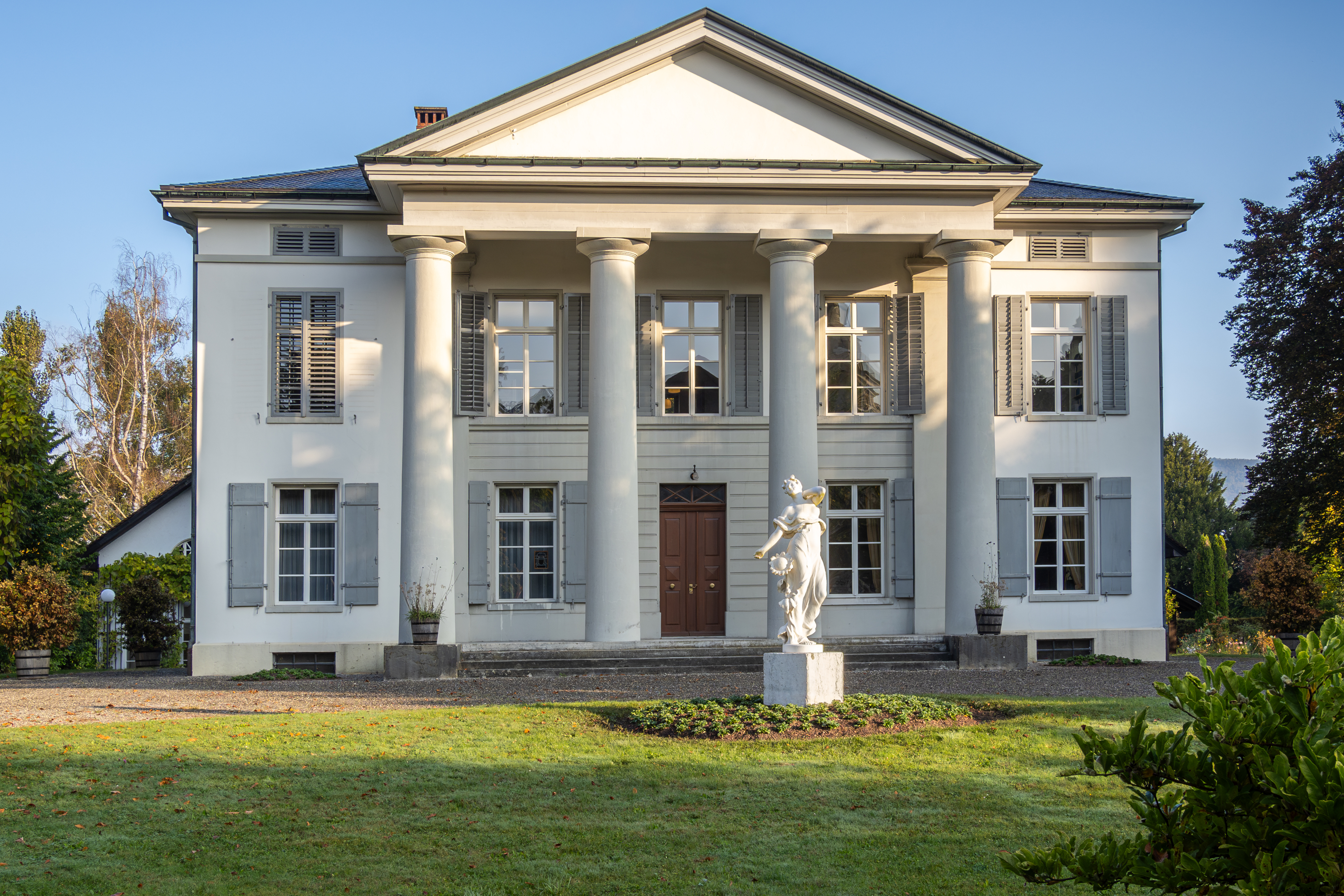
Säulenhaus Aarau, Strassenseite

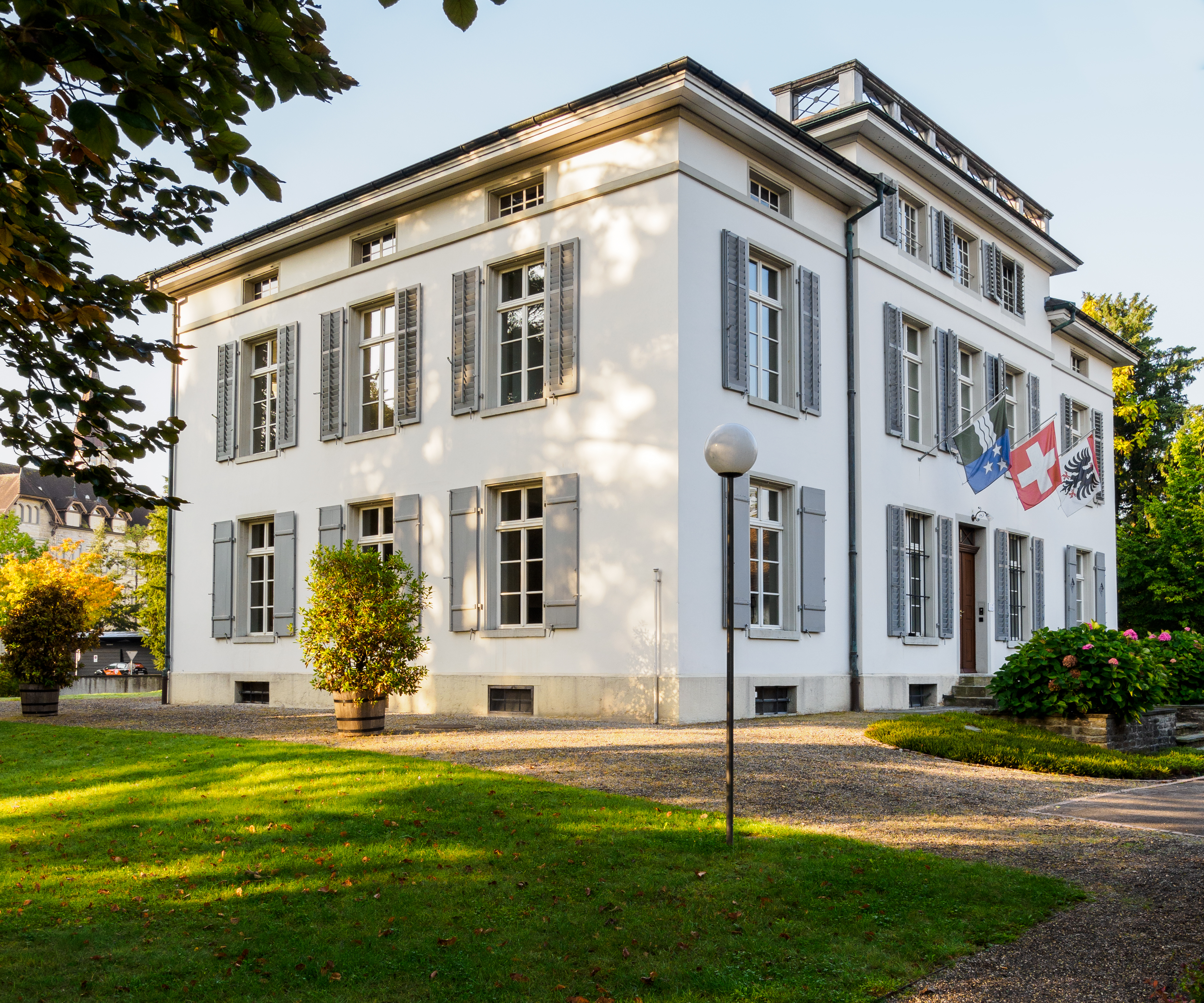
Säulenhauses Aarau, Gartenseite

Als Säulenhaus wird das Haus Nummer 107 an der Laurenzenvorstadt in Aarau bezeichnet. Es handelt sich hierbei um ein zweistöckiges Wohnhaus mit einer Tempelfront aus vier Säulen nach dorischer Ordnung.

## Geschichte
Das Haus wurde auf dem 1836 von Gottlieb Frey-Fischer (1797–1840) erworbenen Grundstück von einer Fläche von 45'000 Quadratmetern erbaut. Das Bauprojekt stammt vom Baumeister Hemmann aus Brugg, der als Experten Professor Karl Ferdinand von Ehrenberg aus Zürich beizog. Das Haus war 1838 bezugsbereit fertiggestellt. Im Jahr 1897 wurde das Giebelfeld ausgemalt. Diese Ausmalung, gefertigt durch die Schüler des Gewerbemuseums, wurde vor 1948 wieder entfernt, vermutlich bei der baulichen Erneuerung von 1940.

## Gebäude
Das zweigeschossige Gebäude ist in kubischer Form angelegt. Gedeckt wird es von einem flach geneigten Walmdach über einem Kniestock. Die Hauptfront besitzt fünf Fensterachsen. Die Giebelfront des Vorbaus besteht aus vier dorischen Säulen, die einen ungegliederten Architrav mit Giebeldreieck stützen. Die durch die vier Säulen gebildeten Interkolumnien der Kolonnaden entsprechen den drei mittleren Fensterachsen. Die Fassade ist weitgehend durch die Proportionalität des goldenen Schnitts geprägt. In das Haus wurde bei der Erbauung eine Warmluftheizung eingebaut.
Nach einer einfühlsamen und gezielten Sanierung residiert seit 2019  die Denkmalpflege des Kantons Aargau im Säulenhaus. Bis Ende 2017 war das Kommando der Infanteriebrigade 5 im Säulenhaus einquartiert. Bis 2003 war dies der Sitz der Felddivision 5.